# Aedes pseudodominicii
Aedes pseudodominicii är en tvåvingeart som beskrevs av William H.W. Komp 1936. Aedes pseudodominicii ingår i släktet Aedes och familjen stickmyggor. Inga underarter finns listade i Catalogue of Life.